# Splachnum sphaericum
Splachnum sphaericum là một loài rêu trong họ Splachnaceae. Loài này được Hedw. mô tả khoa học đầu tiên năm 1801.

## Hình ảnh

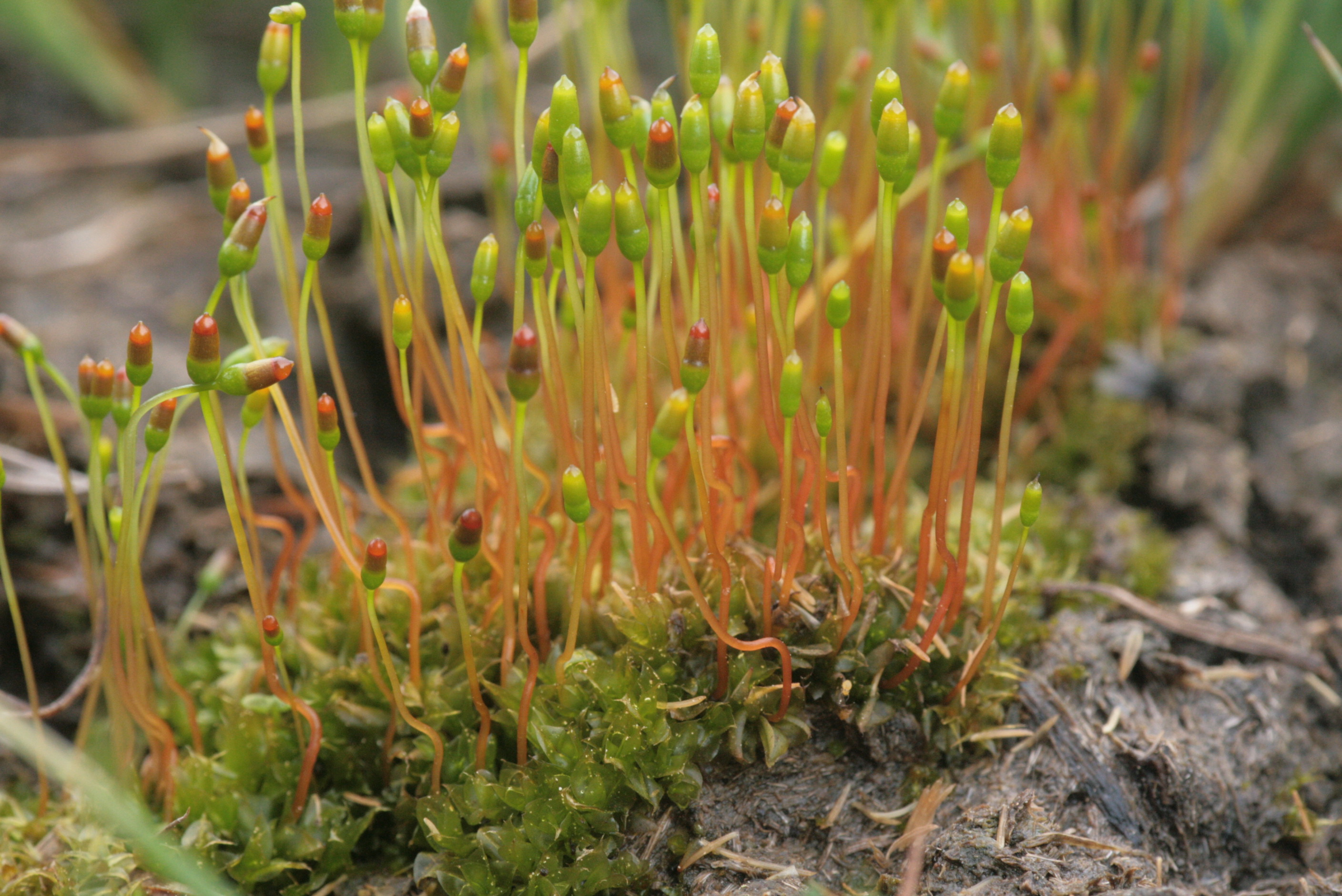
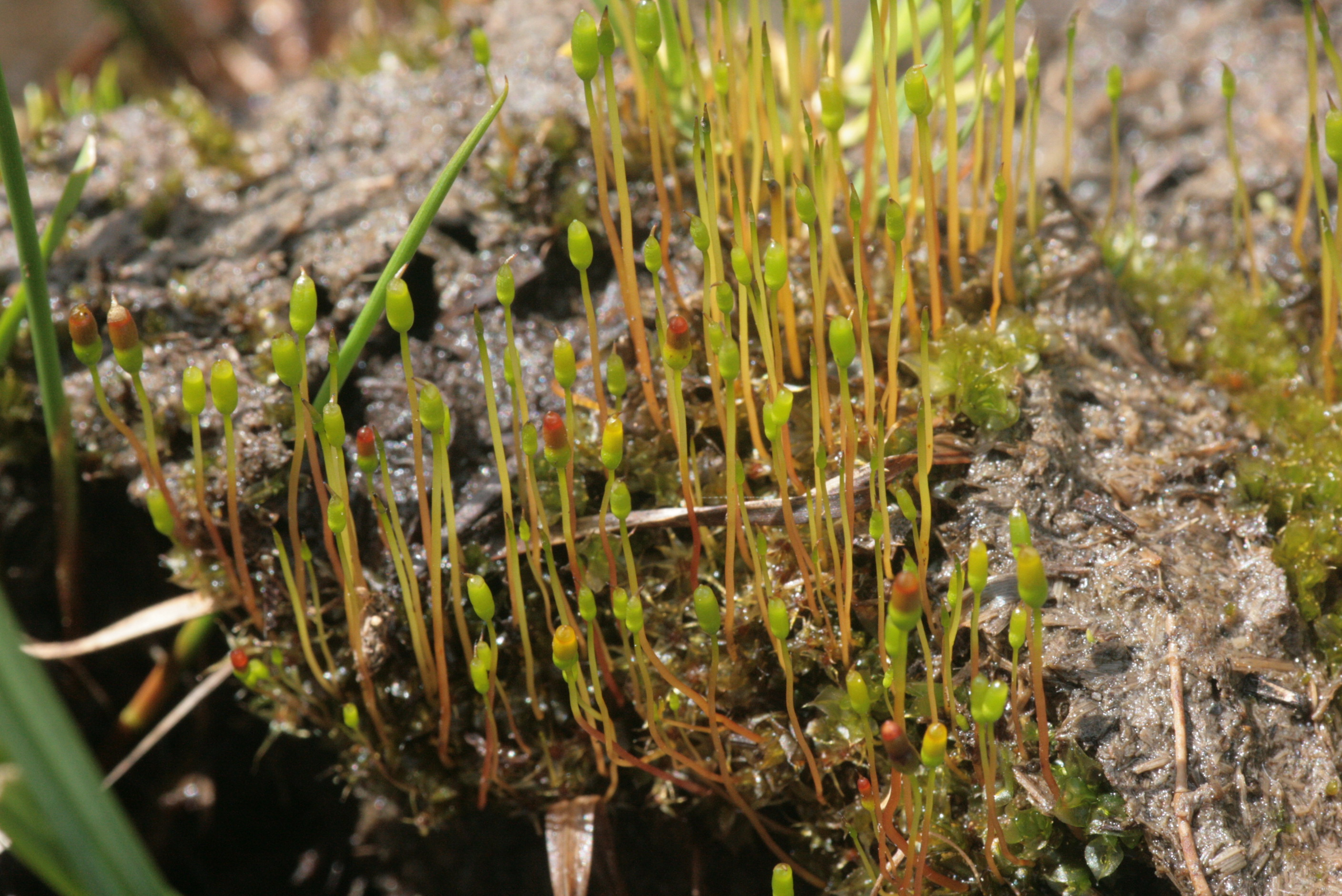
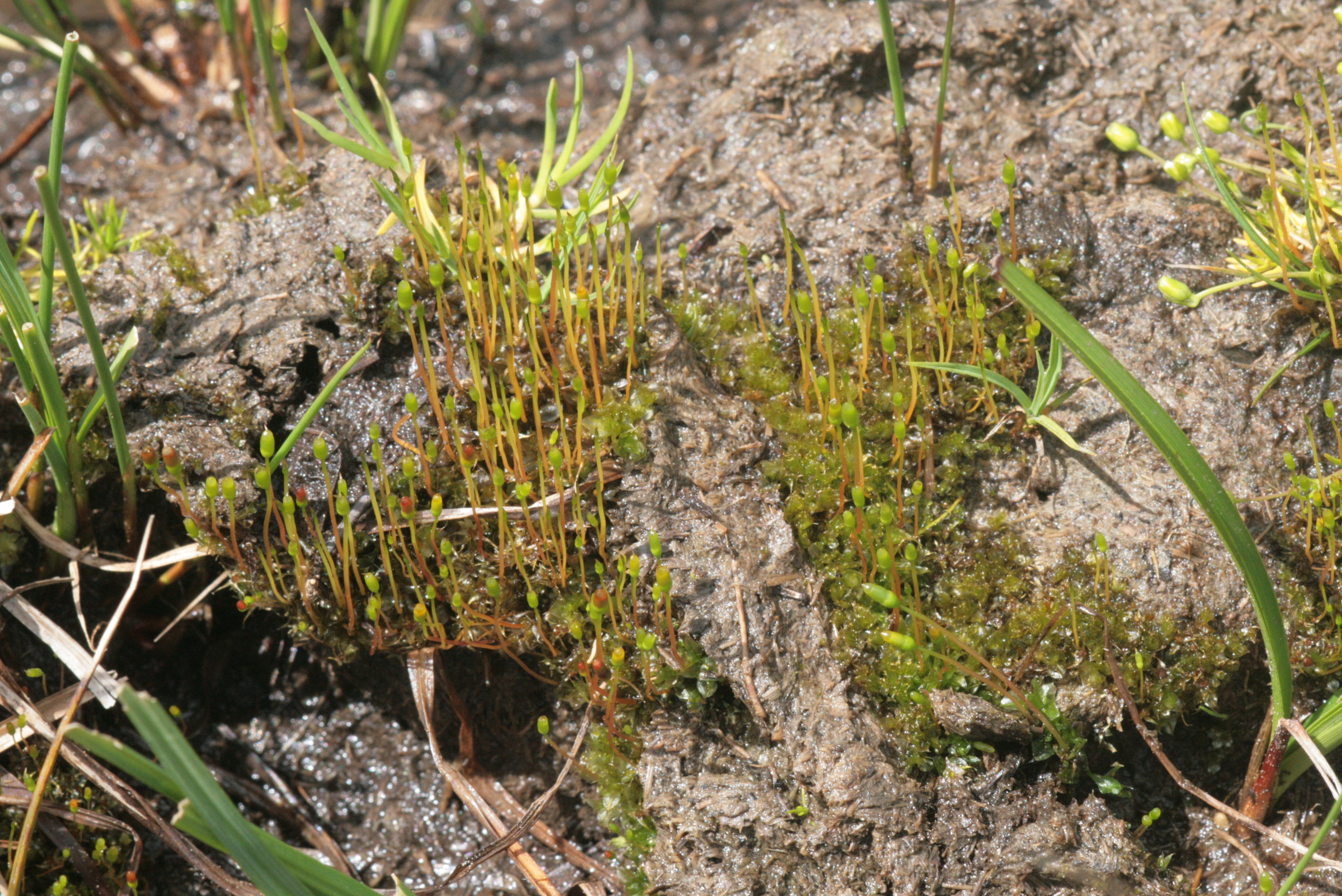
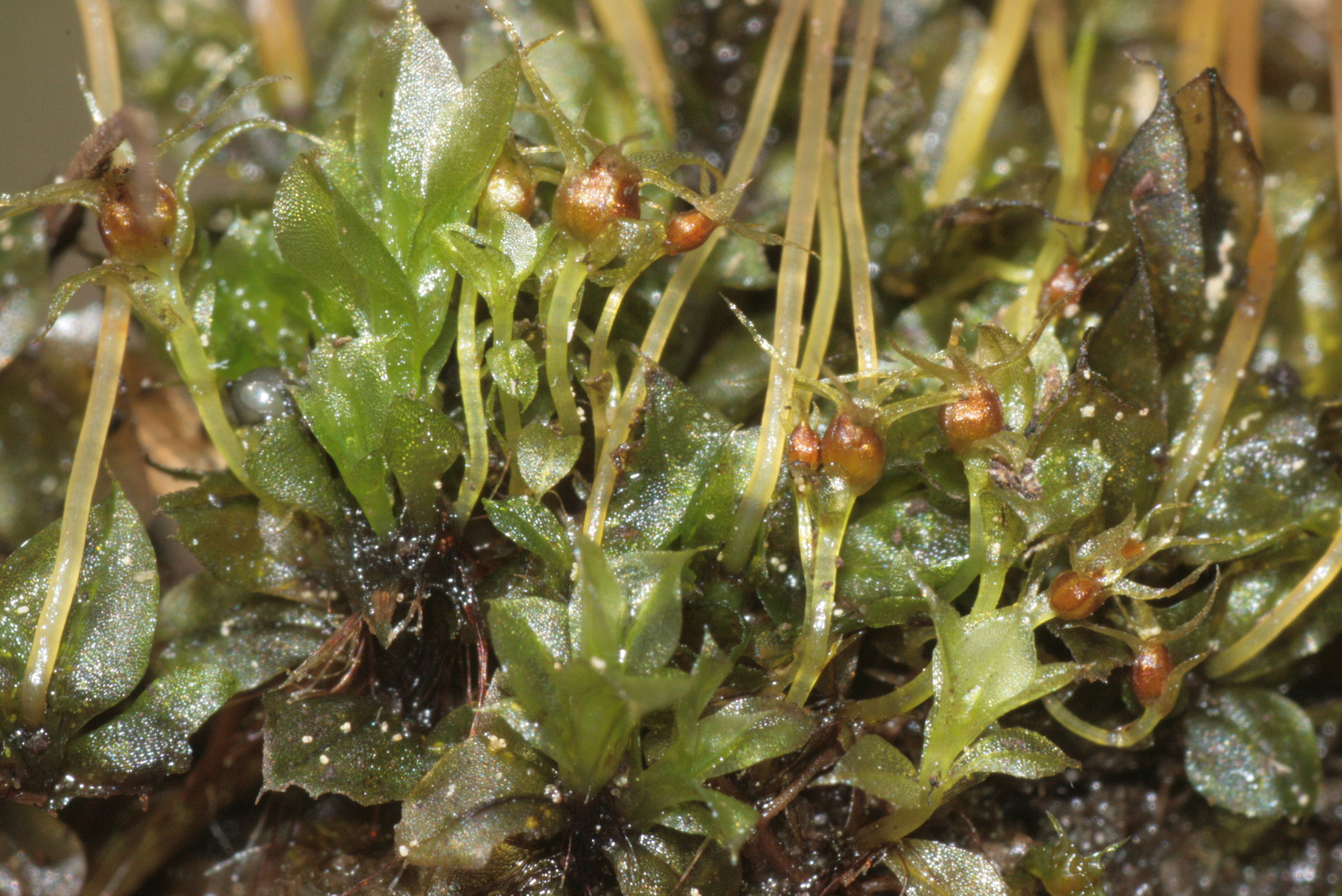